# Owocnik (ssaki)
Owocnik (Aethalops) – rodzaj ssaków z podrodziny Cynopterinae w obrębie rodziny rudawkowatych (Pteropodidae).

## Rozmieszczenie geograficzne
Rodzaj obejmuje gatunki występujące w południowo-wschodniej Azji.

## Morfologia
Długość ciała 55–75 mm, długość ucha 9–15 mm, długość tylnej stopy 7–14 mm, długość przedramienia 40–48 mm; masa ciała 14–22,5 g.

## Systematyka
Rodzaj zdefiniował 13 stycznia 1923 roku angielski zoolog Oldfield Thomas w artykule zatytułowanym O niektórych małych ssakach, głównie nietoperzach, z archipelagu Indii Wschodnich, opublikowanym w czasopiśmieThe Annals and magazine of natural history. Jednak nazwa Aethalodes, którą nadał nowemu taksonowi, okazała się młodszym homonimem rodzaju chrząszczy opisanego w 1888 roku, dlatego Thomas zauważywszy swój błąd, 12 kwietnia 1923 roku w artykule zatytułowanym Wystawa czaszki owocnika karłowatego z Sumatry, opublikowanym na łamach Proceedings of the Zoological Society of London, zaproponował dla tego rodzaju nietoperzy nową nazwę – Aethalops. Gatunkiem typowym jest (oryginalne oznaczenie monotypowe) owocnik karłowaty (A. alecto).

### Etymologia
- Aethalodes: gr. αιθαλωδης aithalōdēs ‘okopcony, czarny’ od αιθαλη aithalē ‘sadza, gęsty dym’, od αιθω aithō ‘palić się’[8].
- Aethalops: gr. αιθαλη aithalē ‘sadza, gęsty dym’, od αιθω aithō ‘palić się’[9]; ωψ ōps, ωπος ōpos ‘wygląd, oblicze’[10].

### Podział systematyczny
Do rodzaju należą następujące gatunki:
| Grafika | Gatunek            | Autor i rok opisu | Nazwa zwyczajowa   | Podgatunki         | Rozmieszczenie geograficzne                                                                                               | Podstawowe wymiary                                       | Status IUCN |
| ------- | ------------------ | ----------------- | ------------------ | ------------------ | --- | -------------------------------------------------------- | ----------- |
|         | Aethalops aequalis | G.M. Allen, 1938  | owocnik borneański | gatunek monotypowy | środkowe pasma górskie w Borneo w Malezji (Sabah i Sarawak) i Indonezji (Kalimantan); zakres wysokości: 550–2700 m n.p.m. | DC: 5,5–7 cm DO: bezogonowy DP: 4–4,8 cm MC: 14–18 g     | LC          |
|         | Aethalops alecto   | (O. Thomas, 1923) | owocnik karłowaty  | 3 podgatunki       | zachodni Półwysep Malajski, Indonezja (zachodnia Sumatra, Jawa, Bali i Lombok); zakres wysokości: 1000–2700 m n.p.m.      | DC: 6,3–7,5 cm DO: bezogonowy DP: 4,3–4,8 cm MC: 17–22 g | LC          |

Kategorie IUCN:  LC  – gatunek najmniejszej troski.